# マイケル・ハッチェンス
マイケル・ハッチェンス（Michael Hutchence、1960年1月22日 - 1997年11月22日）は、オーストラリアの歌手である。
ロックバンド、INXSのボーカリストとして1980年代から1990年代に世界的に活躍。1996年には日本のアーティストCHAGE&ASKAの楽曲を世界中の一流アーティストがカバーするトリビュートアルバム『one voice THE SONGS OF CHAGE&ASKA』への参加などもしたが、1997年にシドニーのホテルで首を吊った状態で死亡しているのが発見された。

## ディスコグラフィ

### ソロ・アルバム
- 『マイケル・ハッチェンス』 - Michael Hutchence (1999年)
- Mystify: A Musical Journey with Michael Hutchence (2019年)

### INXS
- 『INXS』 - INXS (1980年)
- 『アンダーニース・ザ・カラーズ』 - Underneath the Colours (1981年)
- 『シャブー・シュバー』 - Shabooh Shoobah (1982年)
- 『スウィング』 - The Swing (1984年)
- 『リッスン・ライク・シーヴズ』 - Listen Like Thieves (1985年)
- 『キック』 - Kick (1987年)
- 『X』 - X (1990年)
- 『ホエアエヴァー・ユー・アー』 - Welcome to Wherever You Are (1992年)
- 『フル・ムーン・ダーティ・ハーツ』 - Full Moon, Dirty Hearts (1993年)
- 『エレガントリー・ウェイステッド』 - Elegantly Wasted (1997年)

### マックスQ
- 『MAXQ』 - Max Q (1989年)